# Associazione Olimpica Svizzera

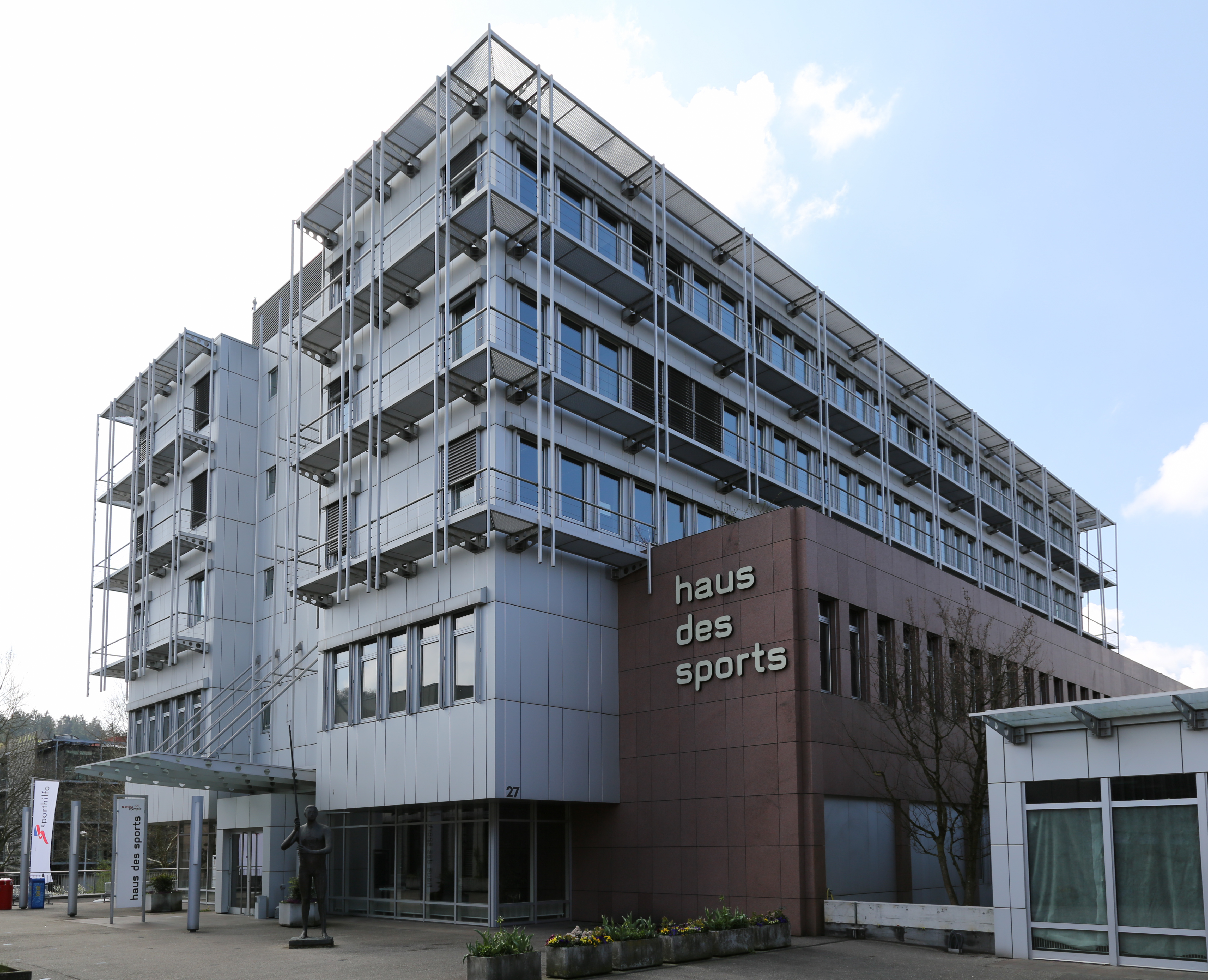

L'Associazione Olimpica Svizzera (anche Swiss Olympic, Schweizerischer Olympischer Verband e Association Olympique Suisse) è il Comitato olimpico nazionale e l’organizzazione mantello dello sport nella Confederazione Elvetica. Ente no profit di diritto privato, raggruppa 104 membri (81 federazioni sportive nazionali e 23 organizzazioni partner, a loro volta ramificate in federazioni regionali e cantonali) cui fanno capo circa due milioni di atlete e atleti, appartenenti a circa 19 000 associazioni. Swiss Olympic ha sede presso la Casa dello Sport di Ittigen, alla periferia di Berna; rappresenta l'organo di governo degli sport olimpici, ma anche di varie discipline non olimpiche. Il presidente è dal 2017 l’ex consigliere nazionale Jürg Stahl. Il direttore è, da gennaio 2012, Roger Schnegg.

## Storia
Il movimento olimpico svizzero è sostenuto dal 1º gennaio 1997 dalla Swiss Olympic Association (Swiss Olympic), fino al 2001 denominata Associazione Olimpica Svizzera. Swiss Olympic nasce dalla fusione dell’Associazione Svizzera dello Sport (ASS) e del Comitato Olimpico Svizzero (COS). Nell’organizzazione è stato integrato anche il Comitato nazionale per lo sport d'élite (CNSE). Il COS, istituito nel 1912, entrò a far parte nello stesso anno del Comitato Olimpico Internazionale (CIO). Prima di allora, ai Giochi olimpici non avevano mai preso parte delegazioni ufficiali della Svizzera, anche se in alcune occasioni vi avevano partecipato in modo indipendente singoli atleti: un esempio fu il ginnasta Louis Zutter, presentatosi come privato, che fu l’unico svizzero a partecipare alle Olimpiadi del 1896. Ad oggi, la Svizzera ha ospitato due edizioni dei Giochi olimpici invernali, nel 1928 e nel 1948, entrambe tenutesi a St. Moritz.

## Organizzazione
Swiss Olympic è un’associazione e l’organizzazione mantello di 81 federazioni sportive svizzere. L’organo supremo è il cosiddetto Parlamento sportivo, l’assemblea delle federazioni associate in cui ciascuna federazione ha diritto di voto in base alla propria grandezza. Un comitato esecutivo, composto dal presidente, dal vicepresidente, da altri 14 membri e dai membri svizzeri del CIO, è l’organo esecutivo dell’organizzazione ombrello e rappresenta Swiss Olympic verso l’esterno. Un segretariato è responsabile della gestione amministrativa. Inoltre sono collegate a Swiss Olympic la Camera disciplinare per i casi di doping e la Commissione atleti.

## Obiettivi e strategia
Swiss Olympic persegue i seguenti obiettivi principali:
- sostenere e rafforzare le federazioni associate e quindi lo sport svizzero In tutte le sue sfaccettature
- diffondere e ancorare saldamente i valori olimpici (prestazioni d’eccellenza, rispetto, amicizia) nella società e in particolar modo nelle scuole
- creare i migliori presupposti possibili per conseguire il successo nello sport a livello internazionale
- rappresentare gli interessi del settore del diritto privato nello sport svizzero e impegnarsi per il suo riconoscimento a livello sociale

## Missioni olimpiche
Swiss Olympic è responsabile di varie missioni olimpiche e delle relative delegazioni. Oltre ai Giochi olimpici estivi e invernali, Swiss Olympic invia delegazioni ai Giochi olimpici giovanili, ai Giochi europei, allo European Youth Olympic Festival e agli ANOC World Beach Games. Inoltre, Swiss Olympic organizza due volte all’anno l’incontro Tutti i Talenti a Tenero (3T). Per ogni grande manifestazione sportiva, Swiss Olympic stabilisce i criteri di selezione di concerto con le federazioni responsabili, e in procedure successive seleziona le atlete e gli atleti qualificati. Al fine di poter offrire alle atlete e agli atleti il migliore ambiente possibile nella sede delle competizioni, Swiss Olympic si occupa in anticipo di tutti gli aspetti organizzativi, in particolare definendo le strutture di accoglienza e le infrastrutture necessarie per gli allenamenti nei luoghi di svolgimento delle manifestazioni e prenotando i voli più adatti per l’intera delegazione.

## Promozione delle federazioni
Swiss Olympic lavora in modo mirato e personalizzato con le singole federazioni per aumentare le opportunità di raggiungere prestazioni di eccellenza in occasione di Giochi olimpici e paralimpici, campionati mondiali ed europei, World Games o altre competizioni di primissimo piano. Le convenzioni sulle prestazioni stipulate tra Swiss Olympic e le federazioni associate hanno una durata di quattro anni, al fine di consentire una maggiore sicurezza nella pianificazione delle federazioni. Le convenzioni specificano in particolare quali contributi finanziari e servizi sono forniti da Swiss Olympic per gli ambiti di gestione delle federazioni, etica e sport di prestazione, e quali attività sono svolte come controprestazione da parte della federazione. Le varie discipline sportive sono classificate in gruppi, dal Gruppo 1 al Gruppo 5. Tale classificazione è utilizzata da Swiss Olympic come strumento di gestione al fine di poter stabilire la misura del sostegno finanziario fornito. Sono prese in considerazione quelle discipline sportive le cui federazioni perseguono uno specifico concetto di promozione dello sport di prestazione e mirano a una partecipazione di successo a Giochi olimpici, Giochi paralimpici, campionati mondiali ed europei (compresi Universiadi e World Games). Gli sport sono classificati in base ai risultati ottenuti, al potenziale a medio termine, all’attuazione dei rispettivi concetti di promozione e alla loro rilevanza a livello nazionale. Oltre a fornire sostegno finanziario, Swiss Olympic sostiene le federazioni con competenze specifiche in materia di etica, pianificazione della federazione, allenamenti e formazione di allenatrici e allenatori. Alle atlete e agli atleti, come anche a funzionarie e funzionari, vengono inoltre attribuiti vari tipi di Swiss Olympic Card. Swiss Olympic promuove anche la formazione professionale delle sportive e degli sportivi con numerosi programmi di formazione e rilascia certificazioni alle istituzioni mediche che si rivolgono in particolar modo ad atlete e atleti di punta.

### La Carta etica: nove principi per lo sport svizzero
I valori olimpici di amicizia, rispetto e prestazioni d’eccellenza rappresentano in tutto il mondo la base fondamentale per uno sport leale e sostenibile. La Carta etica redatta da Swiss Olympic e dall’Ufficio federale dello sport (UFSPO) si basa su questi valori e mira a contribuire a uno sport leale, senza scorrettezze né discriminazioni. La Carta etica è parte integrante e obbligatoria dello statuto di ogni federazione associata a Swiss Olympic. Ciascuna federazione aderente è inoltre tenuta a designare una persona responsabile di garantire l’applicazione dei principi della Carta etica all’interno della propria federazione sportiva e di occuparsi delle sfide di carattere etico della federazione. Strumenti importanti a tal fine sono il Codice di condotta elaborato da Swiss Olympic nonché i vari programmi che mostrano in che modo i valori olimpici e la Carta etica si possano applicare in modo ottimale nelle attività quotidiane della federazione e in occasione di eventi sportivi.

### Swiss Olympic Card
La Swiss Olympic Card è un riconoscimento assegnato ad atlete e atleti per risultati conseguiti nell’ambito di competizioni internazionali oppure per potenzialità dimostrate. La Swiss Olympic Card è disponibile in cinque diverse versioni, a seconda del livello di prestazioni. L’assegnazione ha luogo una volta all’anno, in consultazione con la federazione di riferimento. A seconda della variante, la Card consente a chi la detiene di accedere a servizi e vantaggi specifici.